# VfL Resse 08
Der VfL Resse 08 (vollständiger Name: Verein für Leibesübungen Resse 1908 e. V.) ist ein Sportverein aus dem Gelsenkirchener Stadtteil Resse. Der Verein wurde im Jahre 1908 gegründet.

## Geschichte
Als Meister der Bezirksklasse stieg der VfL Resse 1948 in die Landesliga Westfalen Staffel 2 Südwest auf und spielte in der Saison 1948/49 auch dort auf Anhieb um die Meisterschaft mit. Nach einigen umstrittenen Spielwertungen durch den Verband sowie einer Niederlage am letzten Spieltag belegte man zum Saisonende dann mit zwei Punkten Rückstand auf den Meister SpVgg Herten den dritten Platz. Obwohl diese Platzierung sportlich zur Aufnahme in die neu gegründete 2. Oberliga West gereicht hätte, wurde der Verein vom Verband nicht berücksichtigt. Stattdessen wurde die fünftplatzierte Westfalia Herne in die 2. Oberliga aufgenommen. Der VfL musste in der Landesliga verbleiben. In der Folgesaison 1949/50 wurde der Verein in die Staffel 1 umgruppiert, belegte dort nur den 15. und letzten Platz und musste somit wieder in die Bezirksklasse absteigen.
Der wohl größte Erfolg in der Vereinsgeschichte war die Erringung des Meistertitels der Landesliga Westfalen Staffel 3 in der Saison 1959/60 und der damit verbundene Aufstieg in die Verbandsliga Westfalen, die damals höchste Amateurliga für Westfalen. Die Saison 1960/61 beendete der VfL auf dem zwölften Platz, dem letzten Nichtabstiegsplatz. In der anschließenden Saison 1961/62 gelang der Mannschaft eine Verbesserung auf den elften Tabellenplatz und man beendete die Saison damit sogar vor der renommierten Mannschaft der SG Wattenscheid 09. In der westdeutschen Pokalrunde gehörte man im gleichen Jahr zu den letzten acht im Wettbewerb verbliebenen Amateurvereinen. Zur Saison 1962/63 wurde der VfL wieder einmal in die Staffel 1 umgruppiert, belegte dort erneut nur den 15. und letzten Tabellenplatz, so dass der Verein nach nur dreijährigem Gastspiel in der höchsten Amateurliga wieder in die Landesliga Westfalen zurückkehren musste.
Im Jahre 1971 stieg der Verein in die 1. Kreisklasse ab und spielte von 1982 bis 1984 sowie von 1985 bis 1987 noch einmal in der Bezirksliga. Im Jahre 2013 stieg der VfL Resse in die Kreisliga C ab und rutschte damit in die unterste Spielklasse. 2016 gelang der Aufstieg in die Kreisliga B, dem drei Jahre später der Sprung in die Kreisliga A folgte.

## Persönlichkeiten
- Manfred Berz
- Thomas Kläsener
- Heinz Lubanski
- Marion Molenkamp
- Jürgen Rynio
- Jürgen Sobieray